# Ė́
Ė́ (minuscule : ė́), appelé E point suscrit accent aigu, est une lettre latine utilisée dans l’écriture du lituanien.
Il s’agit de la lettre E diacritée d’un point suscrit et d’un accent aigu.

## Utilisation
En lituanien, le E point suscrit ‹ Ė, ė › peut être combiné avec un accent aigu indiquant une syllabe tonique longue : ‹ Ė́, ė́ ›.

## Représentations informatiques
Le E point suscrit accent aigu peut être représenté avec les caractères Unicode suivants : 
- composé et normalisé NFC (latin étendu A, diacritiques) :

| formes    | représentations | chaînes de caractères | points de code | descriptions                                                    |
| --------- | --------------- | --------------------- | -------------- | --------------------------------------------------------------- |
| capitale  | Ė́               | Ė◌́                    | U+0116 U+0301  | lettre majuscule latine e point en chef diacritique accent aigu |
| minuscule | ė́               | ė◌́                    | U+0117 U+0301  | lettre minuscule latine e point en chef diacritique accent aigu |

- décomposé et normalisé NFD (latin de base, diacritiques) :

| formes    | représentations | chaînes de caractères | points de code       | descriptions                                                                |
| --------- | --------------- | --------------------- | -------------------- | --------------------------------------------------------------------------- |
| capitale  | Ė́               | E◌̇◌́                   | U+0045 U+0307 U+0301 | lettre majuscule latine e diacritique point en chef diacritique accent aigu |
| minuscule | ė́               | e◌̇◌́                   | U+0065 U+0307 U+0301 | lettre minuscule latine e diacritique point en chef diacritique accent aigu |